# Yang Ye
Yang Ye (楊業) ou Yang Jiye (楊繼業) (mort en août 986), aussi nommé Liu Jiye (劉繼業) avant 979 et Yang Chonggui (楊重貴) dans sa jeunesse, était un général militaire dans la Chine impériale, servant d'abord les Han du Nord durant les dernières années des Cinq Dynasties et des Dix Royaumes, et ensuite, la Dynastie des Song, qui a annexé le Nord de Han en 979.
Au service des Han du Nord, il prend le nom "Liu", ayant été adopté par l'empereur Liu Chong, fondateur des Hans du Nord, comme petit-fils. Après avoir prêté allégeance à l'Empereur Taizong des Song, il est posté à la frontière nord du royaume Song, avec les Khitans, gouvernés par la dynastie Liao, où, en 980, il joue un rôle déterminant en repoussant une invasion majeur des Liao à travers le Yanmenguan. Surnommé "L'invincible Yang" (楊無敵), il est craint par les généraux Liao et suscite la jalousie de ses collègues Song. Sa mort lors de sa défaite finale contre les Liao, où il a d'abord été contraint, puis trahi par d'autres généraux Song, y compris son supérieur Pan Mei, forme la base des populaires légendes Généraux de la Famille Yang.

## Les débuts
Yang Chonggui est né dans une famille de militaires. En grandissant, son père Yang Xin (楊信) a été nommé préfet (刺史) du Linzhou (麟州; l'actuel Xian du Shenmu, Shaanxi) durant la dynastie des Han postérieurs (947-951). À un jeune âge, Yang Chonggui était un très bon cavalier archer, revenant avec toujours plus de gibiers que les autres lors des séances de chasse. Il a utilisé des chiens et des faucons pour la chasse et a vu cela comme une façon de se préparer à une carrière de commandant en tant que général militaire.

## Carrière sous les Hans du Nord
A ses vingt ans, il rejoint le seigneur de guerre Liu Chong (Liu Min), devenant rapidement un chef directeur de la défense (保衛指揮使) après que Liu ait établi l'état des Hans du Nord à Jinyang (晉陽; l'actuelle Taiyuan, Shanxi) en 951. Yang montre assez de bravoure durant ses combats, certains contre leurs voisins Khitans, gouvernés par la Dynastie Liao. Le nouveau souverain lui accorde le nom de Liu Jiye afin qu'ils partagent le même nom de famille.
En 968, les Hans du Nord sont attaqués par la Dynastie des Song et le quatrième souverain, Liu Jiyuan, demande de l'aide aux Liao, mais Liu Jiye suggère d'attaquer les renforts Liao qui ne se méfient de rien pour s'emparer de leurs chevaux : "Les Khitans sont avides et peu dignes de confiance, ils vont certainement envahir notre pays un jour." Liu Jiyuan refuse la proposition de Liu Jiye et, finalement, les forces des Song se retirent.
Liu Jiye est déjà le gouverneur militaire du commandement de Jianxiong (建雄軍), lorsque les forces des Song envahissent de nouveau les Hans en 979. Avec l'Empereur Taizong des Song menant personnellement les troupes, les armées Song atteignent rapidement Jinyang. Liu Jiyuan sort pour se rendre, mais Liu Jiye poursuit les combats et défend la capitale. Impressionné par sa bravoure, l'Empereur Taizong ordonne à Liu Jiyuan de le persuader de se rendre. Ayant reçu le message de Liu Jiyuan, Liu Jiye pleure et s'incline vers le nord, puis ôte son armure pour se rendre. Un Empereur Taizong satisfait le récompense très bien et change son nom en Yang Ye.

## Carrière sous les Song
Connaissant l'expérience de Yang Ye à assurer la défense de cette zone contre la dynastie Liao, l'Empereur Taizong nomme Yang préfet du Daizhou (代州; l'actuel Xian de Dai, Shanxi) sur la frontière et directeur (兵馬部署) des forces armées de la Base Militaire voisine de Sanjiao (三交). Auparavant, Yang a également été nommé commissaire de défense (防禦使). Yang était analphabète, mais était un stratège militaire hors-pair. Il allait rejoindre ses soldats dans les exercices militaires, endurant les mêmes difficultés que ses subordonnés. Les hivers étaient glacials dans la région, mais Yang n'a jamais demandé à quiconque de démarrer un feu pour lui alors qu'il s'exerçait aux exercices militaires à l'extérieur. Ses soldats lui étaient extrêmement fidèles.
En 980, l'invasion Liao commence avec près de 100 000 soldats qui arrivent devant Yanmenguan, un passage sur la Grande Muraille à Daizhou et un goulet d'étranglement stratégique. Après l'arrivée du commandant de l'armée Song Pan Mei à Daizhou, Yang et des centaines de cavaliers prennent un sentier difficile à l'ouest et arrivent au nord, dans le dos de l'ennemi. Alors que Pan et Yang attaquent dans un mouvement de tenaille, l'armée Liao subi une défaite majeure : le général Liao Li Chonghui (李重誨) est capturé tandis que le beau-frère de l'Empereur Jingzong des Liao et gouverneur militaire Xiao Chuoli (蕭啜裏) est tué. Les armées Song acquièrent d'innombrables chevaux, selles et armures.
À la suite de cette bataille, l'armée Liao « se retirait immédiatement dès qu'ils voyaient le drapeau de Ye », selon l'Histoire des Song. Dans les deux années de sa retraite, Yang est promu au poste de commissaire de surveillance (觀察使) de Yunzhou (雲州, l'actuel Datong, Shanxi, alors encore sous contrôle Liao), tout en conservant son fonctions à Daizhou et à la base militaire de Sanjiao. Plusieurs généraux Song de la frontière deviennent jaloux. Certains envoient des lettres à l'Empereur Taizong listant les lacunes de Yang Ye. L'empereur aurait transmis les lettres à Yang pour lui montrer sa confiance.

## Mort
En 986, les armées Song entreprirent une campagne de grande échelle au Nord pour prendre les Seize Préfectures de Liao. L'une des trois forces est dirigée par Pan Mei, assisté par Yang Ye et les superviseurs militaires Wang Shen (王侁) et Liu Wenyu (劉文裕). En un peu plus d'un mois, cette armée conquiert 4 des 16 préfectures, à savoir Huanzhou (寰州, une part de l'actuelle Shuozhou, Shanxi), Shuozhou, Yingzhou (應州; l'actuelle Xian de Ying, Shanxi) et Yunzhou, tuant des milliers de soldats Liao. Le fils de Yang Ye, Yang Yanlang (Yang Yanzhao), commande l'avant-garde lors des attaques de Shuozhou et Yingzhou. Ailleurs, Gao Hua (高化), un général subalterne doué que Yang Ye avait valorisé et promu, capture le général Liao Dapengyi (大鵬翼),.
Cependant, une autre armée Song dans l'est, dirigée par Cao Bin, est détruite par une force Liao, menée par Yelü Xiuge, et des dizaines de milliers de soldats Song meurent. Alors que plus de 100 000 soldats Liao marchent vers l'ouest, Pan Mai et Yang Ye sont à Daizhou et reçoivent l'ordre d'aider les civils des quatre préfectures conquises retournés sur le territoire des Song. Lorsque la préfecture de Huanzhou tombe, Yang a dit Pan : "Les Liao sont forts et nous ne devons pas les combattre". Il lui propose un plan détaillé afin de maximiser la sécurité des civils venant des trois autres préfectures. Par ce plan, les civils de Yunzhou partiraient les premiers. La principale force Song progresserait à partir de Daizhou vers Yingzhou, barrant la route à l'armée principale Liao, permettant ainsi aux civils de Shuozhou de partir et d'atteindre une vallée appelée Shijiegu (石碣谷), qui pourrait être défendue par un millier de soldats dont des archers. Enfin, un renfort de cavalerie viendrait assister l'armée principale Song pour récupérer les civils Yingzhou. Les généraux défendant Shuozhou et Yunzhou seraient avisés du plan pour coordonner leurs actions.
Wang Shen rejette sa suggestion, le l'accusant d'être "d'une telle lâcheté alors qu'ils avaient des dizaines de milliers de forts soldats !". Avec l'appui de Liu Wenyu, il insiste pour que Yang emmène immédiatement ses troupes au devant de l'ennemi. Yang réaffirme sa conviction qu'un tel mouvement mènerait à une défaite. Wang lui réfuta : "Seigneur, vous êtes surnommé "d'invincible", mais aujourd'hui, vous sont si hésitant face à l'ennemi et peu enclin à vous battre. Est-ce votre fidélité va à autrui ?" Yang n'a pas le choix mais répondit "Je ne fuis pas la mort, mais c'est une mauvaise situation qui va faire que des soldats vont mourir et être blesser en vain. Cependant, puisque vous m'accusez de craindre la mort, je serai le premier (à mourir) avant vous tous". Il désigne le fond d'une vallée appelée Chenjiagu (陳家谷, dans l'actuel Shuozhou): "Messieurs, je vous prie de placer des fantassins armés de flèches sur les deux côtés de cet endroit, afin qu'ils puissent attaquer depuis les deux directions et fournir une assistance au cas où je sonnerai la retraite. Sinon, la situation sera catastrophique." Pan et Wang acquièrent et conduisent ses hommes à cet endroit.
Le général Liao Yelü Xiezhen a vent de l'arrivée de Yang et lui tend une embuscade. Yang engage le combat contre les forces Liao dans une bataille sanglante et les affronte du midi au crépuscule jusqu'au moment, où il décide de battre en retraite vers le fond de la vallée de Chenjiagu, mais il n'y a pas de soldats Song sur la place. Pan et Wang étaient partis. Alors que les Liao l'encercle, Yang Yanyu (楊延玉), le fils de Yang Ye est tué ainsi qu'un subordonné de 72 ans, Wang Gui (王貴), qui continuait à combattre avec ses points après avoir épuisé toutes ses flèches. Ne voyant plus qu'une centaine de soldats autour de lui, Yang Ye leur déclare : "Vous tous qui avez des pères, des mères, des femmes et des enfants, ne mourrez pas ici avec moi. Retournez chez vous et servez l'Empereur encore." Ses hommes pleurèrent tous mais aucun ne l'abandonna.
Les soldats Liao avaient pour instruction de capturer Yang vivant. Malgré plusieurs douzaines de blessures sur son corps, Yang combat, tuant une centaine de soldats à lui seul. Il est capturé quand son cheval fut gravement blessé par une flèche du général Liao Yelü Xidi. Yelü Xiezhen l'interpella "Vous vous êtes battus avec notre nation pendant plus de 30 ans. Qu'avez-vous à dire aujourd'hui !". Ce à quoi Yang répondit : "Je mérite la peine de mort". Il lâcha un soupir et dit "L'Empereur m'a si bien traité, attendait de moi que je conquiers l'ennemi et que je défende les frontières en retour. Mais, à cause des persécutions et des traîtrises d'officiers, les troupes royales ont été vaincues. Comment pourrais-je vivre avec cela ?". Il refuse de manger et meurt trois jours plus tard d'infections. 
Comme prévu, Yunzhou, Yingzhou et d'autres préfectures sont reprises par l'armée Liao mais selon l'Histoire des Liao, les généraux Song ont "abandonné les villes et fuit lorsqu'ils ont entendu la mort de Yang Jiye".

## Conséquences
La tête tranchée de Yang Ye est présenté au jeune Empereur Shengzong des Liao et à sa mère l'Impératrice douairière Xiao Yanyan. C'était une grande victoire pour les Liao, chez qui le Bouddhisme était une religion d'État. Le temple de Kailong (開龍寺) dans la capitale Shangjing (上京, dans l'actuelle Banière gauche de Bairin) conduisit des activités religieuses pendant un mois et offrit de la nourriture à plus de 10 000 moines.
Au sein de la Dynastie des Song, la famille Yang est initialement indemnisée avec seulement 100 rouleaux de soie, 100 rouleaux de textile and 10 pierres (unité de poids) de riz pour la mort de Yang Ye. En comparaison, la famille d'un général moins important He Huaipu (賀懷浦) mort aussi durant la même bataille est indemnisée à hauteur de 100 rouleaux de soie, 100 sacs de monnaies, 20 bouteilles de vin et 15 moutons indiquant que Yang a été pris comme bouc émissaire. Ce qui s'est passé par la suite n'est pas clair, mais quelques mois plus tard  , l'Empereur Taizong proclame l'édit suivant :
« ... Yang Ye, le commissaire de surveillance de Yunzhou, a un cœur fort comme de l'or et de la pierre, et un caractère aussi intrépide que le vent et les nuages. Un grand talent venant Shanxi dans l'ouest, il avait de nombreuses victoires depuis qu'il a été nommé commissaire. Il a reçu une armée de braves soldats et a servi aux frontières. Mais les autres commandants ont brisé leurs promesses et n'ont pas envoyé de renforts. Abandonnés dans le désert, lui et son armée solitaire combattit héroïquement jusqu'à la mort et ne reviendra jamais. Qui dans l'Histoire pourra lui ressembler ! Une cérémonie spéciale sera tenue pour commémorer sa loyauté. Son âme au paradis comprendra mes profondes condoléances. Il sera honoré comme un grand commandant (太尉) et le gouverneur militaire du Commandement du Datong (大同軍), et sa famille sera récompensée de 1000 rouleaux de textile et de soie et de 1000 pierres de riz. Le grand général Pan Mei sera rétrogradé de trois rangs; le superviseur militaire Wang Shen sera dépouillé de toutes ses possessions et exilé à Jinzhou (金州) et Liu Wenyu sera dépouillé de toutese ses possessions et exilé à Dengzhou (登州). »
Les six fils survivants de Yang Ye reçoivent aussi des fonctions d'officiels, particulièrement Yang Yanzhao, qui deviendra un important général lui-même.

## Temple de l'Invincible Yang
La Dynastie des Liao a bâti un "Temple de l'Invincible Yang" à Gubeikou, rapidement après sa mort. Sa première mention figure dans un poème de 1055 "Temple de l'Invincible Yang du passage de Gubeikou" (過古北口楊無敵廟) par le politicien Song Liu Chang (劉敞), qui vient chez les Liao pour une mission cette année-là. Dans un poème de 1089 "Le temple de l'Invincible Yang de Gubeikou" (古北口楊無敵廟), Su Zhe qui visitait les Liao aussi, comparait Yang au général Zhou Chu de la Dynastie des Jin (265–420) qui a été persécuté de la même manière par son supérieur.
Le temple est toujours au même lieu aujourd'hui à Gubeikou, dans le Xian de Miyun à Pékin.

## Dans la fiction
Dans les populaires légendes Généraux de la famille Yang, Yang Ye se marie avec She Saihua, une femme entrainée aux arts martiaux et à l'archerie. Dans la plupart des versions, son arme est un glaive aux reflets dorés. Yang Ye, âgé, est appelé habituellement Yang Linggong (楊令公, littéralement "Seigneur commandant Yang").
Durant la bataille du mont des Loups Jumeaux, il est entouré d'ennemis. Ses trois fils aînés sont déjà morts et son quatrième et cinquième fils ont disparu. Son sixième fils Yang Yanzhao a demandé au septième d'aller chercher de l'aide pendant qu'il essaie de trouver un chemin pour rentrer avec leur père. Sans espoir, Yang Ye vit à distance une pierre tombale au sol. Le nom sur cette pierre tombale était celui de Li Ling, un célèbre général de la dynastie des Hans, qui en - 99 fut forcé de diriger une armée de 5000 hommes pour combattre une armée Xiongnu forte de 80 000 hommes dans le Nord. Se battant vaillamment durant 10 jours et tuant plus de 10 000 soldats Xiongnu, Li ne reçu aucun renfort et se rendit à l'ennemi à la fin, ce qui conduisit à l'exécution de son entière famille à son retour. Refusant de devenir un autre Li Ling, Yang Ye décide de se suicider en frappant sa tête sur la stèle.
Le personnage de Au bout de l'eau, Yang Zhi, est décrit comme étant l'un des descendants de Yang Ye. Il est mentionné comme étant une des nombreuses générations ayant tenu le légendaire sabre de Yang Zhi.

### Sources
- (zh) Liao Shi (遼史),‎ 1344
- (zh) Xu Song, comps., Song Huiyao Jigao (宋會要輯稿),‎ 1809
- (zh) Song Shi (宋史),‎ 1345
- (zh) Li Tao, Xu Zizhi Tongjian Changbian (續資治通鑑長編),‎ 1183